# Giordano di Sassonia
Beato Giordano di Sassonia, anche detto di Eberstein (Paderborn, 1190 – Mar Mediterraneo, 13 febbraio 1237), è stato un religioso tedesco, successore di san Domenico come maestro generale dell'Ordine dei predicatori.

## Biografia
Nel 1219 entrò all'Università di Parigi per studiare teologia dove incontrò san Domenico. Poco dopo conseguì il diploma in teologia (magister artium) e fu ordinato suddiacono.
Nel 1220 conobbe Reginaldo d'Orléans, che era appena giunto da Bologna, con l'incarico di priore del convento domenicano di Saint Jacques, le sue predicazioni ebbero su Giordano una forte influenza spirituale, tanto che l'11 febbraio 1220, mercoledì delle Ceneri, pronunciò i voti e prese l'abito domenicano.
Due mesi dopo, san Domenico riunì a Bologna il primo capitolo generale dell'Ordine domenicano, Giordano venne invitato a parteciparvi, poi rientrò a Parigi dove insegnò teologia per qualche tempo.

### Maestro generale dell'ordine
Il 23 maggio 1222, a soli 32 anni, divenne il primo successore di San Domenico alla guida dell'Ordine, in qualità di maestro generale, e aiutò Diana degli Andalò a fondare il monastero di sant'Agnese a Bologna.
Durante il suo magistero tanto si accrebbe il numero dei novizi e nacquero più di 300 nuovi conventi in tutta Europa, perciò oggi viene considerato il patrono delle vocazioni domenicane. Si adoperò per pubblicar ele prime Costituzioni domenicane.

### Naufragio e morte
Nel 1237, di ritorno dalla Palestina, dove aveva visitato i conventi domenicani della Terra santa, Giordano morì nel naufragio della nave che lo avrebbe dovuto condurre a Napoli. Il suo corpo, recuperato in mare, venne sepolto nella chiesa domenicana di Akko, nel nord dell'odierno stato di Israele, ma le sue spoglie furono perdute quando i turchi devastarono la città.

## Opere
Giordano fu autore del Libellus de principiis Ordinis Praedicatorum, un testo in cui si trova la prima biografia di San Domenico e la storia degli anni iniziali dell'ordine. Importante fu anche l'epistolario delle corrispondenze con Diana degli Andalò.

## Culto
Santa Lutgarda di Tongres sembra che ebbe Giordano in visione, circondato dagli apostoli e dai profeti.
Nel 1826 fu beatificato da papa Leone XII ed è ricordato il 13 febbraio.